# San Cristóbal de las Casas

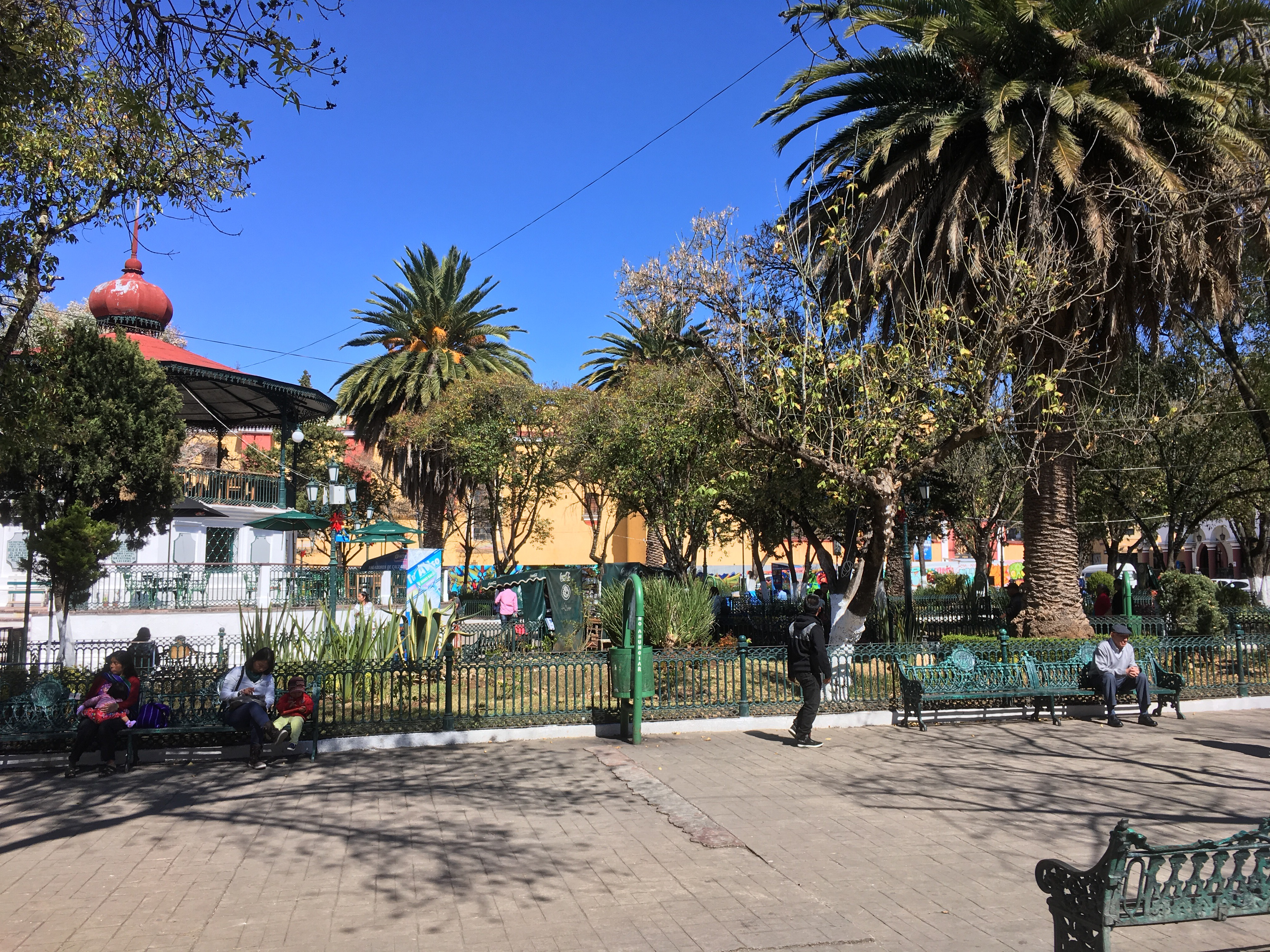

San Cristóbal de las Casas (Tzotzil: Jobel) is een stad in de Mexicaanse deelstaat Chiapas. San Cristóbal heeft 186.425 inwoners (2018), waarvan een groot deel van de bevolking bestaat uit Tzotzil Maya. Het is de hoofdplaats van de gemeente San Cristóbal de las Casas.
De stad is de zetel van het rooms-katholieke bisdom San Cristóbal de las Casas.

## Geschiedenis
San Cristóbal werd in 1528 gesticht door Diego de Mazariegos, die het Ciudad Real noemde. Na de onafhankelijkheid van Mexico kreeg de stad haar huidige naam, ze is genoemd naar Bartolomé de las Casas, geestelijke en voorvechter van rechten voor de indiaanse bevolking. Het was oorspronkelijk de hoofdstad van Chiapas, een functie die de stad tijdens het Porfiriaat kwijtraakte aan het meer westelijk gelegen Tuxtla Gutiérrez. Naar verluidt waren de inwoners hier zo ontstemd over, dat zij gedurende de Mexicaanse Revolutie feller vochten dan inwoners van andere steden.
In 1994 werd de stad ingenomen door de zapatisten tijdens hun strijd voor een waardige behandeling van de inheemse plattelandsbevolking.

## Stadsbeeld
San Cristóbal is bekend vanwege haar koloniale architectuur. Het is een populaire bestemming voor toeristen, ook omdat de Mayastad Palenque er niet ver vandaan ligt. De stad telt 21 (veelal koloniale) kerken, waarvan velen beschadigd zijn door de aardbeving van 10 september 2017. 
San Cristóbal heeft een aangenaam klimaat met temperaturen rond de 20-25 graden, maar ook regelmatig nachtvorst in de winter want ligt op 2100 meter hoogte. De stad is omgeven door bergen, waartegen de nieuwere woonwijken zijn opgebouwd. De stad kent 40 woonwijken. 20 oorspronkelijke en 20 nieuwe zoals de locals dit noemen.
Tot 2010 had San Cristóbal een vliegveld genaamd Corazón de María op 18 kilometer afstand van de stad.

## Overleden
- Gertrude Duby-Blom (1901-1993), Zwitsers-Deens-Mexicaanse journaliste, antropologe en milieuactiviste

- Biblioteca Nacional de España: XX457879
- Bibliothèque nationale de France: cb12473495x (data)
- Gemeinsame Normdatei: 4314569-3
- International Standard Name Identifier: 0000 0000 9080 4862
- Library of Congress Control Number: n82074216
- MusicBrainz: 4e8873f0-c71c-42ca-80e8-0075c71de31e
- Nationale Bibliotheek van Israël: 987007534126605171
- Virtual International Authority File: 312805836
- WorldCat: E39PBJc3GgbWPWhwp7Cmjph4MP